# Paramyxovirové infekce ptáků
Paramyxovirové infekce jsou u ptáků značně rozšířené; byly prokázány u zdravých i nemocných ptáků z mnoha druhů i řádů. Čeleď Paramyxoviridae z řádu Mononegavirales se dělí na 2 podčeledě – Paramyxovirinae (s rody Rubulavirus a Morbillivirus), a Pneumovirinae (rod Pneumovirus). U ptáků se vyskytují paramyxovirusy z rodů Rubulavirus a Pneumovirus.
Ptačí paramyxoviry z rodu Rubulavirus se rozdělují do devíti sérologicky odlišných skupin, označovaných APMV-1 až APMV-9.
| Sérotyp | Prototypové kmeny                                | Charakterizace |
| ------- | ------------------------------------------------ | --- |
| APMV-1  | Virus Newcastleské nemoci                        | Inaparentní až akutní smrtelné infekce hrabavé drůbeže, holubů, pštrosů, exotů i volně žijících ptáků                                                                                       |
| APMV-2  | Chicken/California/Yucaipa/56                    | Inaparentní infekce až náhlé úhyny exotů i volně žijících ptáků; u domácí drůbeže mírné respirační příznaky; krůty a slepice také pokles snášky                                             |
| APMV-3  | Turkey/Wisconsin/68; Parakeet/Netherlands/449/75 | Inaparentní infekce až respirační onemocnění domácí drůbeže, holubů, exotů a volně žijících ptáků. U krůt pokles snášky, mortalita až 20 %. Částečné křížové reakce v HIT mezi NDV a APMV-3 |
| APMV-4  | Duck/Hong Kong/D3/75                             | |
| APMV-5  | Budgerigar/Japan/Kunitachi/75                    | |
| APMV-6  | Duck/Hong Kong/199/77                            | APMV-4 až APMV-9: Izolace většinou od zdravých ptáků; hospodářský význam u domácí drůbeže není znám                                                                                         |
| APMV-7  | Dove/Tennessee/4/75                              | |
| APMV-8  | Goose/Delaware/1053/76                           | |
| APMV-9  | Duck/New York/22/78                              | |

Zástupci rodu Pneumovirus mají obecné vlastnosti příslušníků čeledě Paramyxoviridae; ptačí pneumoviry ale nemají hemaglutinační ani neuraminidázovou aktivitu. Dále se liší morfologií, složením a organizací genomu.
K nejzávažnějším nemocem vyvolávaných zástupci čeledi Paramyxoviridae u domácích ptáků patří Newcastleská nemoc (rod Rubulavirus z podčeledě Paramyxovirinae), rhinotracheitida krůt a syndrom oteklé hlavy u kura domácího (rod Pneumovirus z podčeledě Pneumovirinae).